# Borger (Pays-Bas)
Pour les articles homonymes, voir Borger.

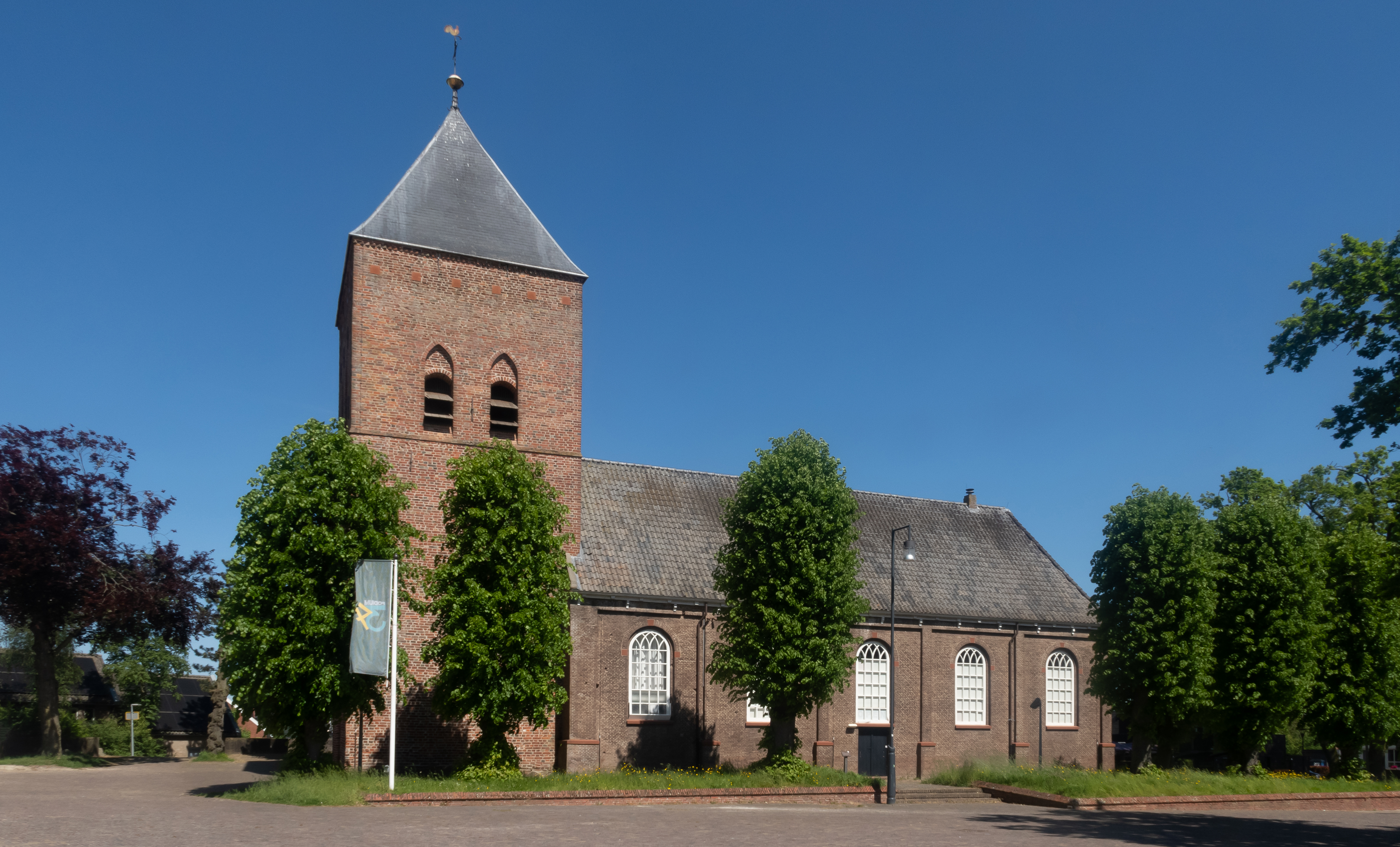
Borger, l'église (Willibrorduskerk)

Borger est un village dans la commune néerlandaise de Borger-Odoorn, dans la province de Drenthe. Le 1er janvier 2007, le village comptait 4 882 habitants.
Borger a été une commune indépendante jusqu'au 1er janvier 1998. À cette date, la commune a fusionné avec celle d'Odoorn pour former la nouvelle commune de Borger-Odoorn.
La commune est connue du fait de la présence de dolmens.

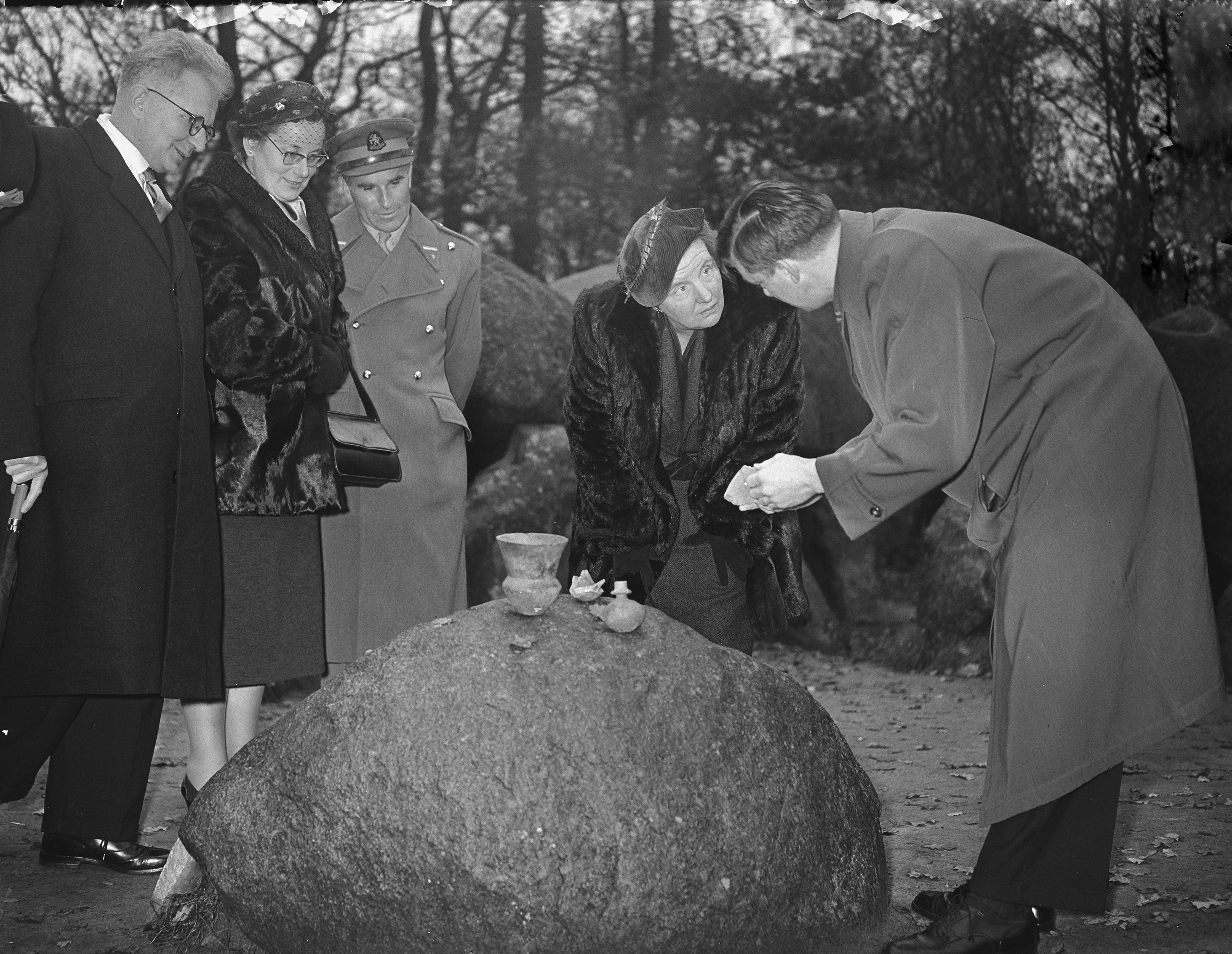
L'archéologue Willem Glasbergen parlant à la reine Juliana près du dolmen D27 à Borger en 1955.